# Rowland Wolfe
Merrill Rowland Wolfe (Dallas, 8 ottobre 1914 – Conroe, 14 gennaio 2010) è stato un ginnasta statunitense campione olimpico.
Ha gareggiato alle Olimpiadi di Los Angeles 1932, durante le quali ha vinto la medaglia d'oro nella specialità del tumbling, davanti ad altri due suoi connazionali.
Fu questa l'unica edizione dei Giochi Olimpici in cui tale disciplina della ginnastica artistica fu presente.
Wolfe era un ragazzino anemico e per questo motivo suo padre lo portò in una palestra di Dallas dall'allenatore Marshall Brown per fargli praticare la ginnastica.